# Gypsophila meyeri
Gypsophila meyeri är en nejlikväxtart som beskrevs av Franz Josef Ivanovich Ruprecht. Gypsophila meyeri ingår i släktet slöjor, och familjen nejlikväxter. Inga underarter finns listade i Catalogue of Life.